# Pimpinella villosa
Pimpinella villosa är en växtart i släktet bockrötter (Pimpinella) och familjen flockblommiga växter. Den beskrevs av Peder Kofod Anker Schousboe 1800.
Arten är en perenn ört som förekommer på Azorerna, på Pyreneiska halvön och i Marocko.